# Idea nipponica
Idea nipponica är en fjärilsart som beskrevs av Hans Fruhstorfer 1898. Idea nipponica ingår i släktet Idea och familjen praktfjärilar. Inga underarter finns listade i Catalogue of Life.